# Vườn quốc gia Vatnajökull
Vườn quốc gia Vatnajökull là một trong số ba vườn quốc gia tại Iceland. Được thành lập vào ngày 7 tháng 6 năm 2008, nó bao gồm các vườn quốc gia cũ là Skaftafell ở phía tây nam và Jökulsárgljúfur ở phía bắc. Vườn quốc gia có sự đa dạng cảnh quan từ sông băng, hoạt động núi lửa, địa nhiệt. Vatnajökull là nơi có sông băng Vatnajökull nổi tiếng, đỉnh Hvannadalshnúkur cao nhất Iceland và Dettifoss là thác nước mạnh nhất châu Âu. Vào ngày 5 tháng 7 năm 2019, vườn quốc gia Vatnajökull đã được UNESCO công nhận là Di sản thế giới.

## Lịch sử
Được thành lập vào ngày 7 tháng 6 năm 2008, vườn quốc gia lúc đó có diện tích 12.000 km² nhưng sau đó được bổ sung thêm khu vực tự nhiên của đỉnh Lakagígar, hồ Langisjór, núi lửa Krepputunga và hồ băng Jökulsárlón nâng tổng diện tích lên thành 14.141 km², chiếm 14% diện tích của quốc gia, khiến nó trở thành vườn quốc gia có diện tích lớn thứ hai tại châu Âu ngoài Greenland về diện tích sau Vườn quốc gia Yugyd Va.

## Địa lý và địa chất

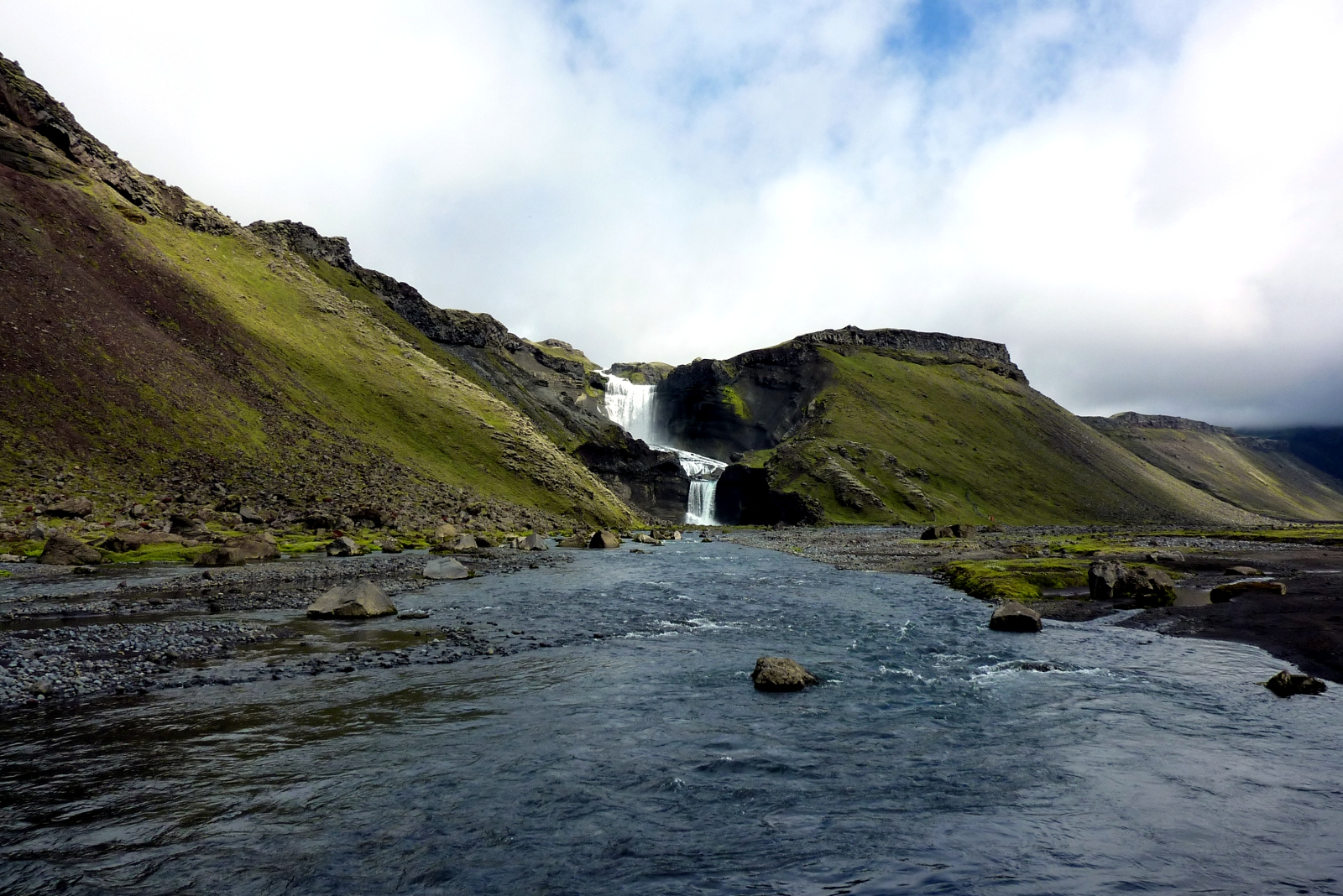
Thác nước Ófærufoss ở Eldgjá

Tên của vườn quốc gia lấy từ tên sông băng Vatnajökull là sông băng lớn nhất châu Âu ngoài Bắc Cực với diện tích bề mặt là 8.100 km². Sông băng có bề dày là từ 400–600 mét, và lên tới 950 mét, bao phủ một số ngọn núi, thung lũng và cao nguyên. Thậm chí nó còn bao phủ một số núi lửa đang hoạt động ở khu vực trung tâm, trong đó có cả núi lửa lớn nhất Bárðarbunga và núi lửa hoạt động mạnh nhất là Grímsvötn. Sông băng nằm ở khu vực có độ cao từ 2000 mét xuóng đến -300 mét so với mực nước biển. Không nơi nào ở Iceland ngoại trừ khu vực sông băng Mýrdalsjökull có lượng mưa rơi nhiều như ở khu vực phía nam Vatnajökull. Trên thực tế, rất nhiều nước ngọt hiện đang được tích trữ ở Vatnajökull, đến nỗi sông Ölfusá là sông có dòng chảy lớn nhất Iceland cùng cần hơn 200 năm để đưa hết lượng nước này đổ ra biển.
Khung cảnh bao quanh sông băng vô cùng đa dạng. Hướng về phía bắc, cao nguyên bị chia cắt bởi những dòng sông băng, với tốc độ dòng chảy mạnh hơn vào mùa hè. Các núi lửa nằm trên khu vực này là Askja, Kverkfjöll, Snæfell và cả Herðubreið. Hẻm núi Jökulsárgljúfur ở phía bắc của cao nguyên này bị khắc sâu bởi các khối băng hà khổng lồ từ lâu, bên trên thung lũng là thác nước Dettifoss hùng vĩ. Cảnh quan đá Hljóðaklettar và các vách đá cong hình móng ngựa của thung lũng Ásbyrgi được tìm thấy ở phía bắc của vườn quốc gia.
Các vùng đất ngập nước rộng và phạm vi mở rộng của nó dễ dàng phân biệt nằm gần các khu vực sông băng và xa hơn về phía đông, xung quanh Snæfell. Những khu vực này là môi trường sống quan trọng của tuần lộc và ngỗng chân hồng.
Phía nam của Vatnajökull đặc trưng bởi những rặng núi cao, hùng vĩ, với các dòng sông băng giữa các ngọn núi trên vùng đất thấp. Phần cực nam của sông băng bao phủ ngọn núi lửa Öræfajökull và đỉnh Hvannadalshnjúkur là đỉnh núi cao nhất của Iceland. Được bao bọc bởi những sông băng cao, ốc đảo thực vật của Skaftafell nhìn ra bãi cát đen tích tụ lại ở phía tây bởi sông Skeiðará. Những bãi cát này chủ yếu bao gồm tro núi lửa sau những trận phun trào của Grímsvötn và được đưa đến bờ biển bởi băng lũ.
Hoạt động núi lửa đáng kể là đặc trưng cho phong cảnh phía tây Vatnajökull, nơi diễn ra hai vụ phun trào dung nham lớn nhất thế giới vào thời điểm nó diễn ra, tại Eldgjá năm 934 và Lakagígar 1783-1784. Vonarskarð nằm ở phía tây bắc sông băng là một khu vực địa nhiệt đầy màu sắc.